# Tuima (robotbåt)
Tuima (11) var en robotbåt av Tuima-klass som tjänstgjorde i den finländska marinen. Fartyget var byggt år 1974 i Sovjetunionen och vara av Osa II-klass (sovjetisk benämning var Projekt 205 ER).
Tuima modifierades till minbåt år 1991. År 2000 togs fartyget ur bruk och såldes till den civila marknaden. Där modifierades hon till ett dykerifartyg. I oktober 2006 meddelade dock det finska försvarsministeriet att samtliga fyra Tuima-robotbåtar skulle säljas till Egypten, där dom skulle iståndsättas och tas i aktivt bruk.

## Fartyg av klassen
- Tuima (11)
- Tuuli (12)
- Tuisku (14)
- Tyrsky (16)